# Gare d'Esches
Ne doit pas être confondu avec Gare d'Esch ou Gare d'Esch-sur-Alzette.
La gare d'Esches est une gare ferroviaire française de la ligne d'Épinay - Villetaneuse au Tréport - Mers, située sur le territoire de la commune d'Esches, dans le département de l'Oise, en région Hauts-de-France.
C'est une halte voyageurs de la Société nationale des chemins de fer français (SNCF) desservie par des trains TER Hauts-de-France.

## Histoire

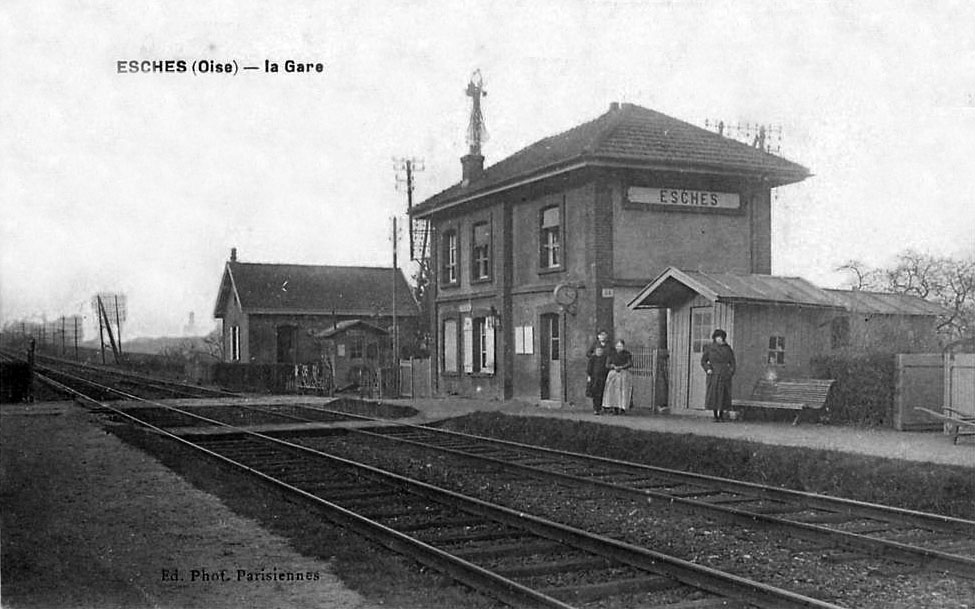
L'intérieur de la gare vers 1900.

## Situation ferroviaire
Établie à 67 m d'altitude, la gare d'Esches est située au point kilométrique (PK) 48,629 de la ligne d'Épinay - Villetaneuse au Tréport - Mers, entre les gares de Bornel - Belle-Église et de Méru. 

## Service des voyageurs

### Accueil
Halte SNCF, c'est un point d'arrêt non géré (PANG) à accès libre. 

### Desserte
Esches est desservie par des trains TER Hauts-de-France qui effectuent des missions entre les gares de Paris-Nord et de Beauvais. En 2009, la fréquentation de la gare était de 22 voyageurs par jour.

### Intermodalité
Le stationnement de véhicules est possible à proximité.